# Blossom (Fernsehserie)
Blossom ist eine 114-teilige Sitcom, deren fünf Staffeln in den USA von 1990 bis 1995 bei NBC ausgestrahlt wurden. In Deutschland begann die Erstausstrahlung am 5. Dezember 1994 im Ersten und war zunächst zweisprachig. Die Serie gewann insgesamt drei Young Artist Awards und war zwischen 1992 und 1995 elf Mal nominiert.

## Handlung
Titelfigur Blossom Russo, ein Mädchen im Teenageralter, lebt mit ihrem Vater und zwei Brüdern zusammen. Zu Beginn verlässt Blossoms Mutter die Familie, da sie ihr eigenes Leben und ihre Karriere nicht mit der Familie vereinbaren kann. Im weiteren Verlauf wird das Leben der Familie dargestellt, das wie bei Sitcoms üblich keinem großen Handlungsplan folgt.
Ein Kennzeichen der Serie sind die immer wieder vorkommenden ernsten Folgen, in denen der Humor zugunsten der Darstellung einer gesellschaftlichen Problematik (Gewalt gegen Frauen, Drogenprobleme etc.) zurückgestellt wurde. Der dramaturgische Höhepunkt der Serie führte auf einen Film hin, der davon handelt, dass Blossom ihre Mutter in Paris besucht. Die Handlung dieses Films ist in die Serie integriert, und das Produkt kann als längere Episode mit anderen Schauplätzen und höherem Budget gesehen werden.

## Figuren
| Figur   | Darsteller       | Deutscher Sprecher                       |
| ------- | ---------------- | ---------------------------------------- |
| Blossom | Mayim Bialik     | Bianca Krahl                             |
| Nick    | Ted Wass         | Thomas Danneberg                         |
| Tony    | Michael Stoyanov | Matthias Hinze (S1–3) Sven Hasper (S4–5) |
| Joey    | Joey Lawrence    | Björn Schalla                            |
| Six     | Jenna von Oÿ     | Ursula Hugo (S1–3) Dascha Lehmann (S4–5) |
| Carol   | Finola Hughes    |                                          |
| Shelley | Samaria Graham   | Anke Reitzenstein                        |
| Kennedy | Courtney Chase   |                                          |
| Vinnie  | David Lascher    | Oliver Rohrbeck                          |

BlossomZu Beginn der Serie ist Blossom 13 Jahre alt. Ein wesentlicher Charakterzug ist ihre ungewöhnliche Intelligenz, die im Kontrast zu der der anderen Mitglieder ihrer Familie steht. Blossom bekommt manchmal gute Ratschläge zur Lösung ihrer Probleme von berühmten Persönlichkeiten in Fantasiesequenzen.
NickBlossoms Vater Nick ist geschieden und alleinerziehender Vater. Er ist von Beruf Musiker und versucht zwischen Gigs, Aufnahmen und Tourneen Zeit für seine Familie zu finden.
TonyAnthony, kurz Tony, ist Blossoms älterer Bruder. Ein oft aufgegriffenes Thema ist seine überwundene Drogenabhängigkeit. In einer späteren Staffel heiratet er. Stoyanov verließ die Serie frühzeitig, um Autor bei Late Night with Conan O’Brien zu werden, was er später bedauerte.
JoeyJoey, der andere Bruder, ist das am wenigsten intelligente Familienmitglied und damit ein wesentlicher Comedyfaktor. Seine Rolle war ursprünglich nicht als tragend gedacht, er entwickelte sich allerdings rasch zu einem Publikumsliebling, woraufhin die Drehbuchautoren ihn mehr in den Mittelpunkt stellten.
SixSix LeMeure ist Blossoms beste Freundin, mit der sie alles bespricht. Ihr Name wird im Pilotfilm so erklärt, dass ihr Vater, als er erfuhr, dass er eine Tochter bekommen hat, erst einmal zur Tankstelle ging und sich ein Six-Pack kaufte, um sein „Glück“ zu ertränken. Der Name für die Figur Six kam von dem Erfinder der Serie. Sein Sohn ging mit einem Mädchen in die Schule, das Seven hieß. Er zog einfach eine Zahl ab und Jenna von Oÿ bekam ihren Seriennamen. (Dies wird auch in einer Episode von Blossom erklärt, in der die Schauspieler über ihre Figuren erzählen und jeweils ihre eigene Lieblingsszene vorstellen.)
CarolNick lernt Carol zu Beginn der vierten Staffel kennen und heiratet sie. Die britische Ex-Frau eines schottischen Millionärs bringt ihre kleine Tochter Kennedy mit in die Ehe. Zunächst lehnt Blossom die neue Frau ihres Vaters und deren Tochter ab, akzeptiert die Wahl ihres Vaters aber schließlich. In der vorletzten Episode gibt Carol bekannt, ein Baby von Nick zu erwarten.
ShelleyDie Kinderbuchillustratorin Shelley wird – eher durch einen Zufall – Anthonys Ehefrau, nachdem sich beide volltrunken in Las Vegas kennengelernt haben. Sie verlieben sich erst nach der Hochzeit ineinander und bekommen einen Sohn, Nash Metropolitan (benannt nach dem Auto, in dem das Kind geboren wurde). Shelley ist eine Schwarze, was des Öfteren in der Serie thematisiert wird.
KennedyKennedy ist Carols kleine Tochter und wird nach deren Hochzeit Blossoms aufgeweckte Stiefschwester.
VinnieVincent „Vinnie“ Bonitardi ist Blossoms erste große Liebe und über längere Zeit ihr Freund. Da er wegen zurückliegender Straftaten und Alkoholmissbrauchs einen eher zweifelhaften Ruf hat, kann Nick ihn nicht leiden.